# Torquator Tasso
Torquator Tasso (2017-) est un cheval de course pur-sang allemand. Élu trois fois cheval de l'année en Allemagne, il est le lauréat surprise du Prix de l'Arc de Triomphe 2021.

## Carrière de courses
Pur produit de l'élevage allemand, Torquator Tasso est acquis yearling pour la modique somme de 24 000 €. Il fait de tardifs débuts, en mai de ses 3 ans, récoltant une quatrième place puis remporte son maiden un mois plus tard. Preuve de l'estime que lui porte son entourage, il est alors, sans guère d'expérience dans la besace, aligné au départ du Derby Allemand face à l'élite de ses contemporains. Gros outsider, à 40/1, il se fait un nom en échouant assez près de l'excellent In Swoop, allemand d'origine entraîné en France. Rétrospectivement, ce Derby était assez exceptionnel, puisque In Swoop terminera en fin d'année deuxième de Sottsass dans le Prix de l'Arc de Triomphe, la course qui ouvrira à Torquator Tasso les portes de la postérité l'année suivante. Mais avant d'en arriver là, l'élève de Marcel Weiss, un entraîneur établi seulement depuis janvier 2020 après une carrière d'assistant, reste à la maison et confirme son coup d'éclat en se classant troisième du Grand Prix de Baden face aux vieux chevaux. Et plutôt que retrouver In Swoop à Longchamp dans l'Arc, il remporte son premier groupe 1, le Grand Prix de Berlin, une nouvelle fois face aux chevaux d'âge. Certes il est battu, de peu, par la pouliche Sunny Queen dans le Grand Prix de Bavière, mais, avec une victoire et trois places dans les groupe 1 allemand, Torquator Tasso a fait une magnifique saison de 3 ans, couronnée par le titre de cheval de l'année en Allemagne. Ce n'est pas un crack, mais assurément un cheval solide et régulier, et a tout ce qu'il faut pour briller à 4 ans. 

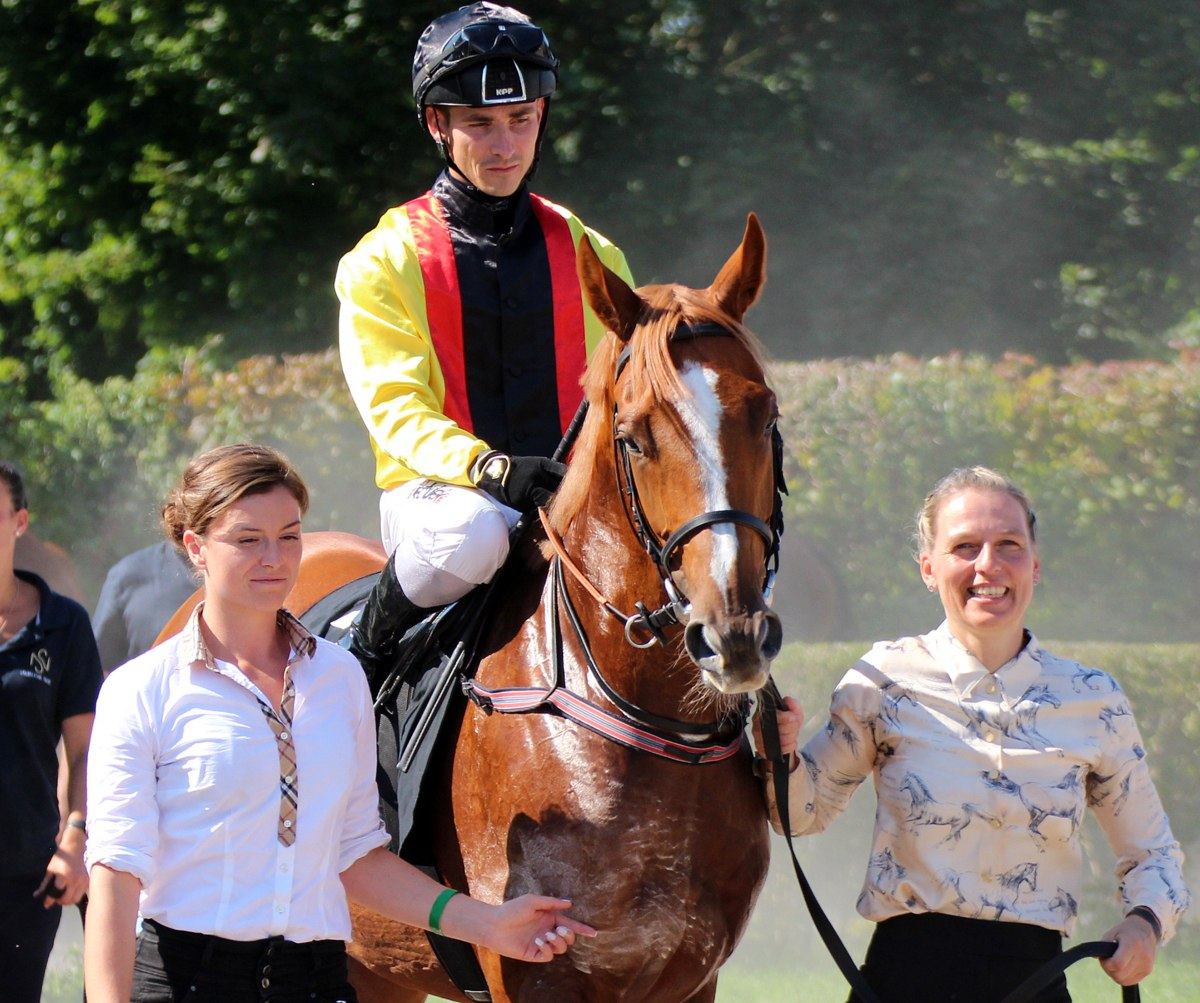
Torquator Tasso après sa victoire dans le Grosser Preis von Baden en 2021.

Torquator Tasso fait son retour en juin 2021 et, pour la première fois, il se rate : seulement sixième d'un groupe 2 à Mulheim, dans la Ruhr. Mais cette contre-performance est vite effacée par une victoire dans un autre groupe 2 du côté de Hambourg, une victoire en forme de revanche puisqu'il colle plus de quatre longueurs à Sunny Queen. Désormais uniquement associé à Rene Piechulek, lui qui a connu quatre jockeys depuis ses débuts, il reprend alors la route du circuit des grands prix : il est deuxième, nettement battu par l'Anglaise Alpinista, dans le Grand Prix de Berlin, puis accroche un deuxième groupe 1 à son palmarès, le Grand Prix de Baden, où il devance le vainqueur du Derby Allemand, Sisfahan. Avec cette victoire, il décroche son billet pour le Prix de l'Arc de Triomphe, mais on ne peut pas dire que sa candidature émeut les foules. Dans la centième édition de la plus belle course du monde, on ne parle que des Anglais et des Irlandais, tous nantis d'un palmarès prestigieux, issus des plus grandes lignées et des meilleures écuries, les Godolphin Adayar (Derby, King George) et Hurricane Lane (Irish Derby, Grand Prix de Paris, St. Leger), la Coolmore Snowfall (Oaks, Irish Oaks, Yorkshire Oaks), l'Aga Khan Tarnawa (Prix Vermeille, Breeders' Cup Turf, Prix de l'Opéra)... À côté, Torquator Tasso fait figure de roturier. La seule fois où il a affronté un bon élément britannique, Alpinista, il a pris deux longueurs et demi dans la musette. Au betting de l'Arc, il est le quatorzième cheval le plus joué, et ils sont quinze au départ. Mais, en bon cheval Allemand, il a pour lui sa tenue à toute épreuve et son aptitude au terrain lourd. Et justement, il a plu des cordes toute la nuit et toute la matinée à Paris, et la piste de Longchamp colle aux sabots. Alors il en profite. Malgré un mauvais numéro à la corde et un parcours tout en dehors, il surgit à la fin pour régler le duo Tarnawa et Hurricane Lane et offrir un troisième succès à l'Allemagne dans l'Arc, qui fête cette année-là sa centième édition, une édition prometteuse et finalement décevante que sanctionnent les ratings attribués au vainqueur, un 125 pour la FIAH et un 130 pour Timeform, des scores faibles pour un Arc. Et le tout à 68/1, une cote de gros outsider comme ses prédécesseurs et compatriotes Star Appeal (1975, à 119/1) et Danedream (2011, à 28/1). D'ailleurs son entraîneur lui-même avait peine à croire à la victoire dans l'Arc quand il déclarait à l'issue de la course : « Nous avons commencé à planifier une participation à l'Arc l'hiver dernier. Je pensais que c'était l'une des éditions les plus relevées de ces dernières années mais qu'il méritait sa place au départ. Nous aurions été ravis qu'il termine troisième, quatrième, cinquième ou sixième. De toute façon nous aurions vécu ça comme un succès. Alors qu'il l'emporte... C'est un bonus ». 

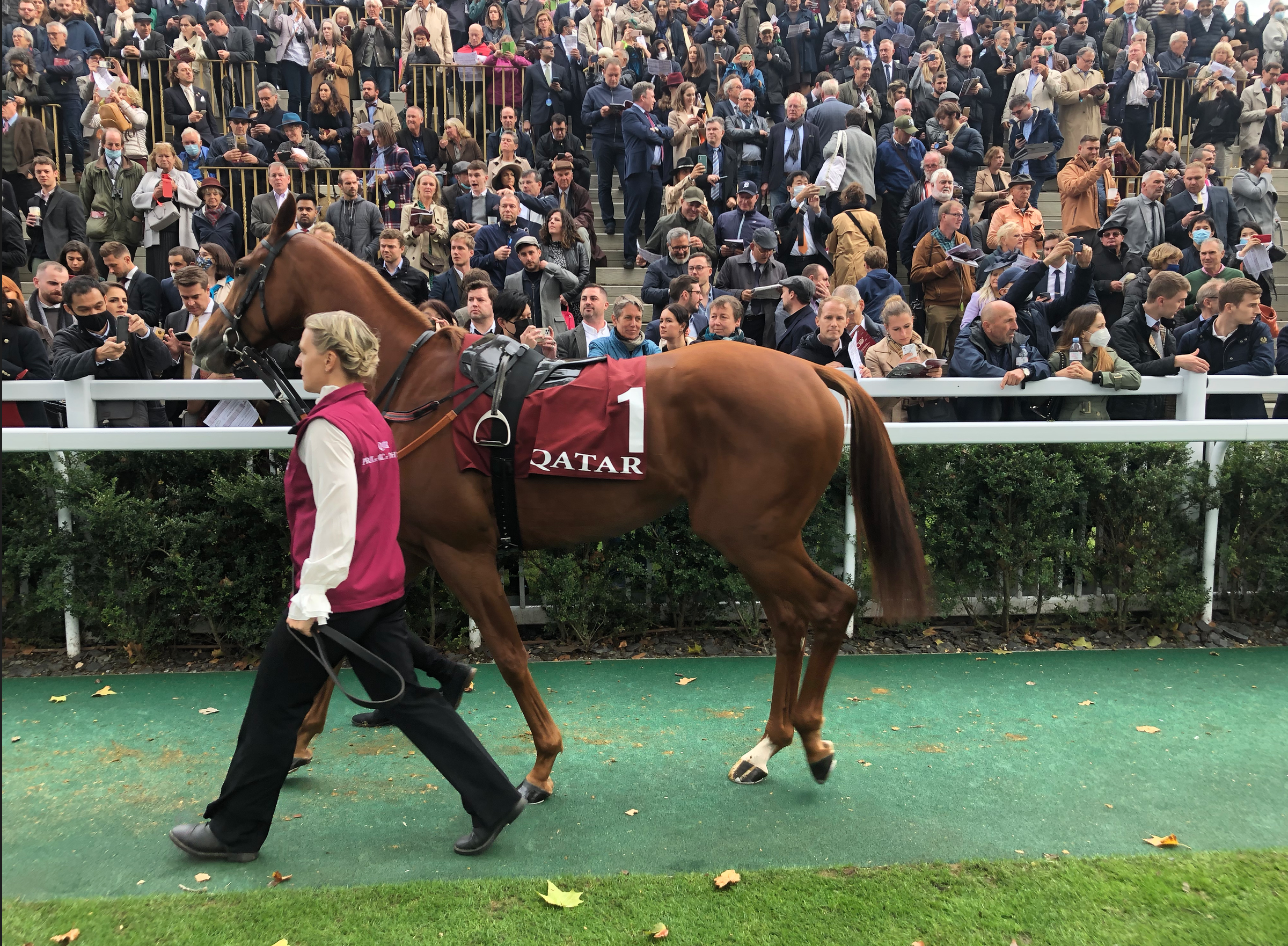
Torquator Tasso au départ du Prix de l'Arc de Triomphe 2021.

Resté à l'entraînement en 2022 avec pour objectif de conserver son titre dans l'Arc, Torquator Tasso effectue, comme l'an dernier, une rentrée calamiteuse, cette fois dans le Grosser Preis der Badischen Wirtschaft, un groupe 2 disputé à Baden-Baden. Et comme l'an dernier, il se réhabilite un mois plus tard dans le Hansa Preis, légitimant le programme qui doit le mener sur la route de Longchamp. Celle-ci passe par l'Angleterre, Ascot et les prestigieux King George & Queen Elizabeth Stakes, sa deuxième tentative à l'étranger. Il y affronte un excellent lot avec des 3 ans aux dents longues (Westover et Emily Upjohn) et quelques vieux routiers des joutes internationales, dont Mishriff. Et tandis que les 3 ans sombrent, Torquator Tasso trace une belle ligne droite pour prendre la deuxième place et prouver définitivement qu'il a le niveau des meilleurs Européens. En septembre, il tente le doublé dans le Grand Prix de Baden, face à seulement trois adversaires dont le lauréat du Derby Sammarco, et sous la selle de la star Lanfranco Dettori, Rene Piechulek étant retenu sur l'outsider Mendocino en vertu d'un contrat de première monte. Et il s'incline, d'une tête et à l'issue d'une course sans train, face à ce même Mendocino, qui gagne ainsi son billet pour l'Arc. Le jour du grand rendez-vous parisien, la danse de la pluie faite par son entourage semble avoir porté ses fruits : la piste est souple, comme l'année dernière, et cette fois on considère la candidature de Torquator Tasso, qui s'élance à une cote de méfiance malgré un cruel tirage au sort des places à la corde, qui l'a affublé d'un numéro 18, tout en dehors. Mais le cheval a un magicien sur le dos, Dettori, qui lui donne un parcours parfait et le lance à bon escient dans la ligne droite. Il ne peut vaincre Alpinista et Vadeni, mais sa belle troisième place prouve que son sacre de 2021 n'était pas si usurpé. Sur cette belle performance, il se retire au haras avec un troisième titre de cheval de l'année en Allemagne (égalant le record de Orofino et d'Acatenango, deux champions des années 80), et avec celui de cheval le plus riche de l'histoire des courses allemandes.        

### Résumé de carrière
| Date         | Hippodrome  | Pays        | Course                                 | Statut      | Distance    | Jockey        | Place       | Écart       | Vainqueur ou deuxième | Temps       |
| 2020, 3 ans  | 2020, 3 ans | 2020, 3 ans | 2020, 3 ans                            | 2020, 3 ans | 2020, 3 ans | 2020, 3 ans   | 2020, 3 ans | 2020, 3 ans | 2020, 3 ans           | 2020, 3 ans |
| ------------ | ----------- | ----------- | -------------------------------------- | ----------- | ----------- | ------------- | ----------- | ----------- | --------------------- | ----------- |
| 6 mai        | Mulheim     | Allemagne   | Preis von Speldorf                     | Maiden      | 2 000 m     | R. Piechulek  | 4e / 11     | 5 ¼         | Praetorius            | 2'06"32     |
| 14 juin      | Cologne     | Allemagne   | George Arnull-Rennen                   | Maiden      | 2 200 m     | B. Murzabayev | 1er / 8     | 1           | Fataliste             | 2'16"75     |
| 12 juillet   | Hambourg    | Allemagne   | Deutsches Derby                        | Gr. 1       | 2 400 m     | J. Mitchell   | 2e / 19     | 3/4         | In Swoop              | 2'34"97     |
| 13 septembre | Beden-Baden | Allemagne   | Grand Prix de Baden                    | Gr. 1       | 2 400 m     | B. Murzabayev | 3e / 8      | 1 ½         | Barney Roy            | 2'39"52     |
| 3 octobre    | Hoppegarten | Allemagne   | Grand Prix de Berlin                   | Gr. 1       | 2 400 m     | L. Delozier   | 1er / 9     | cte tête    | Dicaprio              | 2'33"78     |
| 8 novembre   | Munich      | Allemagne   | Grosser Preis von Bayern               | Gr. 1       | 2 400 m     | B. Murzabayev | 2e / 11     | enc.        | Sunny Queen           | 2'40"94     |
| 2021, 4 ans  |             |             |                                        |             |             |               |             |             |                       |             |
| 6 juin       | Mulheim     | Allemagne   | Grosser Preis der RP Gruppe            | Gr. 2       | 2 200 m     | L. Delozier   | 6e / 7      | 5 ½         | Kaspar                | 2'22"27     |
| 3 juillet    | Hambourg    | Allemagne   | Hansa-Preis                            | Gr. 2       | 2 400 m     | R. Piechulek  | 1er / 6     | 4 ½         | Sunny Queen           | 2'36"70     |
| 8 août       | Hoppegarten | Allemagne   | Grand Prix de Berlin                   | Gr. 1       | 2 400 m     | R. Piechulek  | 2e / 8      | 2 ¾         | Alpinista             | 2'29"48     |
| 5 septembre  | Beden-Baden | Allemagne   | Grand Prix de Baden                    | Gr. 1       | 2 400 m     | R. Piechulek  | 1er / 7     | 1           | Sisfahan              | 2'29"21     |
| 3 octobre    | Longchamp   | France      | Prix de l'Arc de Triomphe              | Gr. 1       | 2 400 m     | R. Piechulek  | 1er / 14    | 3/4         | Tarnawa               | 2'37"62     |
| 2022, 4 ans  |             |             |                                        |             |             |               |             |             |                       |             |
| 29 mai       | Beden-Baden | Allemagne   | Grosser Preis der Badischen Wirtschaft | Gr. 2       | 2 200 m     | R. Piechulek  | 6e / 7      | 17 ¾        | Alter Adler           | 2'14"58     |
| 3 juillet    | Hambourg    | Allemagne   | Hansa-Preis                            | Gr. 2       | 2 400 m     | R. Piechulek  | 1er / 6     | 3 ½         | Northern Ruler        | 2'36"70     |
| 23 juillet   | Ascot       | Royaume-Uni | King George VI & Queen Elizabeth St.   | Gr. 1       | 2 400 m     | R. Piechulek  | 2e / 6      | 2 ¾         | Pyledriver            | 2'29"49     |
| 4 septembre  | Beden-Baden | Allemagne   | Grand Prix de Baden                    | Gr. 1       | 2 400 m     | L. Dettori    | 2e / 4      | tête        | Mendocino             | 2'38"71     |
| 2 octobre    | Longchamp   | France      | Prix de l'Arc de Triomphe              | Gr. 1       | 2 400 m     | L. Dettori    | 3e / 20     | 3/4         | Alpinista             | 2'35"71     |

## Au haras
En entrant au Gestüt Auenquelle pour la saison 2023, Torquator Tasso marque l'histoire : il devient le premier vainqueur d'Arc à entrer directement au haras en Allemagne. Son tarif pour sa première de monte s'élève à 20 000 €.

## Origines
Avec sa victoire dans l'Arc, Torquator Tasso rend le plus beau des hommages à son père Adlerflug, disparu en début d'année. Adlerflug était un vainqueur de Derby Allemand, et il était venu lui aussi tâter des courses françaises, avec à la clé une troisième place dans le Prix Ganay. Rentré au haras, il commence sa carrière à 5 500 € la saillie et reste relativement méconnu hors d'Allemagne, mais il commence à donner des gagnants, et s'affirme comme le meilleur étalon de son pays. Son prix de saillie grimpe jusqu'à 15 000 € tandis qu'il se fait peu à peu un nom à l'étranger. Sa cote est donc au plus haut lorsqu'il meurt subitement, à 17 ans, en avril 2021, au moment où il commence à voir les premières juments étrangères s'inscrire à son carnet de bal. Il est alors tête de liste des étalons allemands et, après la deuxième place de In Swoop dans l'Arc 2020, il a deux partants dans l'édition 2021, Torquator Tasso et l'Anglais Alenquer, vainqueur des importants King Edward VII Stakes à Ascot et troisième du Grand Prix de Paris. Adlerflug a donné cinq lauréats de groupe 1, Torquator Tasso, In Swoop, Iquitos (Grosser Preis von Baden, Grosser Dallmayr-Preis, Grosser Preis von Bayern), Ito (Grosser Preis von Bayern) et Lacazar (Preis der Diana).   
Ironie du sort, Adlerflug est mort quelques minutes avant de saillir pour la deuxième fois Tijuana, la mère de Torquator Tasso. Cette jument, pure produit de l'élevage du Gestüt Schlenderhan (le haras où officiait Adlerflug), n'a pas brillé en compétition, mais elle a donné un autre vainqueur de groupe 1, Tünnes (Guiliani), lauréat du Grosser Preis von Bayern. Elle se recommande de sa sœur Tusked Wings (par Adlerflug elle aussi), qui avait enlevé le Diana-Trial (Gr.2) et de son frère Titurel (Dr Fong), troisième d'un Prix Maurice de Nieuil. La famille a un parfum de classicisme, puisque la troisième mère est la sœur utérine du classique King's Best et surtout d'une certaine Urban Sea, lauréate de l'Arc de Triomphe en 1993 et légende de l'élevage, puisqu'elle a engendré entre autres les incontournables Galileo et Sea The Stars. Mieux, on retrouve la grand-mère d'Urban Sea, Anatevka, dans le pedigree d'Adlerflug, ce qui fait un inbreeding 4x5 sur cette matrone de l'élevage allemand.   

### Pedigree
| Origines de Torquator Tasso (GER), mâle alezan né en 2017 | Origines de Torquator Tasso (GER), mâle alezan né en 2017 | Origines de Torquator Tasso (GER), mâle alezan né en 2017 | Origines de Torquator Tasso (GER), mâle alezan né en 2017 |
| --------------------------------------------------------- | --------------------------------------------------------- | --------------------------------------------------------- | --------------------------------------------------------- |
| Père Adlerflug 2004                                       | In The Wings 1986                                         | Sadler's Wells                                            | Northern Dancer                                           |
| Père Adlerflug 2004                                       | In The Wings 1986                                         | Sadler's Wells                                            | Fairy Bridge                                              |
| Père Adlerflug 2004                                       | In The Wings 1986                                         | High Hawk                                                 | Shirley Heights                                           |
| Père Adlerflug 2004                                       | In The Wings 1986                                         | High Hawk                                                 | Sunbittern                                                |
| Père Adlerflug 2004                                       | Aiyana 1993                                               | Last Tycoon                                               | Try My Best                                               |
| Père Adlerflug 2004                                       | Aiyana 1993                                               | Last Tycoon                                               | Mill Princess                                             |
| Père Adlerflug 2004                                       | Aiyana 1993                                               | Alya                                                      | Lombard                                                   |
| Père Adlerflug 2004                                       | Aiyana 1993                                               | Alya                                                      | Anatevka                                                  |
| Mère Tijuana 2011                                         | Toylsome 1999                                             | Cadeaux Genereux                                          | Young Generation                                          |
| Mère Tijuana 2011                                         | Toylsome 1999                                             | Cadeaux Genereux                                          | Smarten Up                                                |
| Mère Tijuana 2011                                         | Toylsome 1999                                             | Treasure Trove                                            | The Minstrel                                              |
| Mère Tijuana 2011                                         | Toylsome 1999                                             | Treasure Trove                                            | River Jig                                                 |
| Mère Tijuana 2011                                         | Tucana 1999                                               | Acatenango                                                | Surumu                                                    |
| Mère Tijuana 2011                                         | Tucana 1999                                               | Acatenango                                                | Aggravate                                                 |
| Mère Tijuana 2011                                         | Tucana 1999                                               | Turbaine                                                  | Trempolino                                                |
| Mère Tijuana 2011                                         | Tucana 1999                                               | Turbaine                                                  | Allegretta (famille 9-h)                                  |